# Gila
Gila — группа прогрессивного рока из Германии, внёсшая значительный вклад в развитие краут-рока в конце 1960-х и начале 1970-х годов.

## История группы
Группа Gila была сформирована в Штутгарте в начале 1969 года. В изначальный состав группы входили Конни Файт (гитары, вокал), Даниель Аллуно (перкуссия), Фритц Шейхинг (орган и клавишные) и Вальтер Видеркер (бас-гитара). Новый экспериментальный звук группы привлек к ней значительное число поклонников в Германии.
В 1971 году группа записала дебютный Gila — Free Electric Sound, очень амбициозный альбом и один из наиболее важных в музыке Западной Германии того времени. Подвижный, взрывной психоделический рок альбома с электронными эффектами, кислотными и акустическими гитарами, таблой и восточными музыкальными влияниями охватывал широкий спектр интонаций и настроений, включая влияния Ash Ra Tempel, Agitation Free и Pink Floyd.
В 1972 году группа распалась. Файт перешел в группу Popol Vuh, в составе которой принял участие в записи альбомов Hosianna Mantra, Seligpreisung и Aguirre.
В 1973 году Кони Файт возродил группу с новым составом, в который пригласил Флориана Фрике и Даниеля Фихелшера из Popol Vuh, а также певицу Сабину Марбах. В таком составе летом 1973 года группа выпустила концептуальный альбом Bury My Heart at Wounded Knee, в основу которого была положена книга Ди Брауна, посвященная истреблению коренных американцев властями США в начале 1970-х годов. На этом альбоме спейс-рок с психоделическими эффектами уступает место трогательному фолк-попу с неземным женским вокалом, очень похожему на альбомы Popol Vuh того времени.
Если в 1969—1972 годах Gila была реальной живой группой с многочисленными концертами, то в своей второй инкарнации 1973—1974 годов группа работала почти исключительно в студии, появившись однажды на телевидении.
В 1974 году Gila распалась, на этот раз навсегда.
В 1999 году был выпущен живой альбом Night Works, который был записан в 1972 году для радио.

## Дискография
1971 — Gila — Free Electric Sound
1973 — Bury My Heart at Wounded Knee
1999 — Night Works

## Состав группы

### Состав 1969—1972 годов
Конни Файт — гитара, вокал, табла, доп. синтезатор
Даниель Аллуно — барабаны, бонги
Фритц Шейхинг — гитара, орган, меллотрон, перкуссия, клавишные
Вальтер Видеркер — бас

### Состав 1972—1974 годов
Конни Файт — гитара, вокал, табла, клавишные
Флориан Фрике — фортепиано, меллотрон, синтезатор Муга
Даниель Фихелшер — барабаны, бас
Сабине Марбах — вокал